# Ріо Лобо (фільм)
«Ріо Лобо» (англ. Rio Lobo) — вестерн режисера Говарда Гоукса, який вийшов у 1970 році. Сюжет фільму настільки нагадує попередню роботу Гоукса «Ріо Браво», що інколи «Ріо Лобо» називають ремейком «Ріо Браво».

## Сюжет
Громадянська війна в США. Жителі півдня нападають на поїзд сіверян і викрадають золотий запас. У погоню кидається полковник МакНеллі, але потрапляє до розбійників в полон. Загоном керує капітан П'єр Кардона. Він змушує МакНеллі провести їх повз позицій сіверян. Однак МакНеллі перехитрює конфедератів, і капітан Кардона сам опиняється в полоні сіверян.
Після закінчення війни МакНеллі просить Кардона вказати на зрадників, які продали йому інформацію про перевезення золота. Вони дізнаються, що в Ріо Лобо банда продажного шерифа взяла під контроль ціле місто. Можливо, це і є ті зрадники, яких шукає полковник.

## У ролях
- Джон Вейн  — полковник МакНеллі
- Джордж Ріверо  — капітан П'єр Кардона
- Дженніфер О'Ніл  — Шаста Делані
- Сусана Досамантес — Марія Кармен
- Пітер Джейсон — лейтенант Нед Форсайт